# John Compton
John Compton (ur. 26 kwietnia 1925, zm. 7 września 2007) – polityk, trzykrotny premier Saint Lucia. 

## Życiorys
W przeszłości dwukrotnie sprawował już ten urząd, w latach 1964–1979 oraz 1982–1996. W lutym 1979 Compton doprowadził kraj do uzyskania niepodległości od Wielkiej Brytanii. W latach 1964–1996 był liderem konserwatywnej Zjednoczonej Partii Robotników (UWP, United Workers Party). W 2005 ponownie został wybrany jej przewodniczącym. W wyborach parlamentarnych 11 grudnia 2006 jego partia odniosła niespodziewany sukces. W następstwie tego, Compton objął 15 grudnia 2006 po raz trzeci stanowisko szefa rządu.
1 maja 2007 Compton został hospitalizowany w Nowym Jorku, po przejściu udaru mózgu. Powrócił do Saint Lucia 19 maja 2007. Objął ponownie obowiązki szefa rządu na początku czerwca. Dokonał wówczas istotnych zmian w swoim gabinecie, mianując ministrem finansów z bardzo szerokimi kompetencjami Stephensona Kinga. 26 sierpnia 2007 Compton został przewieziony do Tapion Hospital w Castries z powodu problemów z oddychaniem. Podczas pobytu w szpitalu do opinii publicznej docierały informacje o jego powtórnym udarze mózgu. 
1 września 2007 Compton został przetransportowany do szpitala na Martynice. Na miejscu jego stan zdrowia znacznie się pogorszył, tak że konieczne było podłączenie pacjenta do respiratora. 4 września lekarze orzekli, że jego stan nie rokuje nadziei na poprawę. 5 września Compton został z powrotem przewieziony do szpitala na Saint Lucia, gdzie zmarł 7 września. Obowiązki szefa rządu przejął Stephenson King, który 8 września 2007 ogłosił w kraju dwutygodniową żałobę.